# Yvonne Sohlberg
Yvonne Marie Sohlberg, född 23 september 1946 i Göteborg, är en svensk målare och tecknare. 
Hon är dotter till lektorn Gustaf Sohlberg och Gudrun Mårtensson samt 1982 gift med konstnären Bengt Serenander. Sohlberg studerade konst för Folke Jupiter i Stockholm 1964–1965. Hon medverkade bland annat i Hallands konstförenings höstsalonger i Halmstad. Hennes konst består av porträtt, interiörer och landskapsmåleri i olja.